# Killjoys
Killjoys – amerykańsko-kanadyjski serial science-fiction wyprodukowany przez Temple Street Productions, Bell Media oraz Universal Cable Productions. Pomysłodawcą serialu jest Michelle Lovretta.
2 września 2017 roku, stacja SyFy zamówiła 4 i 5 sezon.

## Fabuła
Serial opowiada o trójce kosmicznych łowców nagród, którzy muszą sobie radzić we wszechświecie pełnym konfliktów.

## Obsada

### Główna
- Aaron Ashmore jako John Jaqobis[2]
- Luke Macfarlane jako D'avin[2]
- Hannah John-Kamen jako Dutch[3]
- Tamsen McDonough jako Lucy
- Thom Allison jako Pree
- Morgan Kelly jako Alvis Akari
- Sarah Power jako Pawter Simms
- Rob Stewart jako Khlyen
- Patrick Garrow jako Turin

## Produkcja
Serial jest wspólnym projektem amerykańskiej stacji SyFy oraz kanadyjskiej stacji Space. Premierowy odcinek wyemitowało 12 czerwca 2015 SyFy. 2 września 2015 roku, stacja SyFy zamówiła 2 sezon serialu (10 odcinków), a rok później kolejny dziesięcioodcinkowy sezon.

## Odcinki
| Sezon | Sezon | Odcinki | Oryginalna emisja SyFy | Oryginalna emisja SyFy | Oryginalna emisja SciFi Universal | Oryginalna emisja SciFi Universal | Oryginalna emisja SciFi Universal |
| Sezon | Sezon | Odcinki | Premiera sezonu        | Finał sezonu           | Premiera sezonu                   | Finał sezonu                      |                                   |
| ----- | ----- | ------- | ---------------------- | ---------------------- | --------------------------------- | --------------------------------- | --------------------------------- |
|       | 1     | 10      | 19 czerwca 2015        | 21 sierpnia 2015       | 6 listopada 2016                  | 8 stycznia 2017                   |                                   |
|       | 2     | 10      | 1 lipca 2016           | 2 września 2016        | 16 kwietnia 2017                  | 18 czerwca 2017                   |                                   |
|       | 3     | 10      | 30 czerwca 2017.       | 1 września 2017        | 17 czerwca 2018.                  | 19 sierpnia 2018                  |                                   |
|       | 4     | 10      | 20 lipca 2018          | 21 września 2018       | 5 lutego 2019                     | 9 kwietnia 2019                   |                                   |
|       | 5     | 10      | 19 lipca 2019          | 20 września 2019       | 17 stycznia 2020                  | —                                 |                                   |